# Cluj-Napoca
Cluj-Napoca (izg. kluž napoka, nemško  Kreis Klausenburg, madžarsko Kolozsvár, srednjeveško latinsko Castrum Clus, Claudiopolis, jidiš קלויזנבורג‎, Kloiznburg)  običajno kar Cluj, je po številu prebivalcev četrto največje mesto v Romuniji. Cluj je središče okraja Cluj v severozahodnem delu države. Leži v dolini reke Someșul Mic. Od Bukarešte oddaljen  324 km, od Budimpešte 351 km in od Beograda 322 km. V preteklosti je bil uradna prestolnica Velike kneževine Transilvanije. 
Leta 2011 je imelo mesto 324.576 prebivalcev. kar je nekaj  več kot leta 2002.  Metropolitansko območje je imelo 411.379 prebivalcev, s primestji (romunsko zona periurbană) pa več kot 420.000 prebivalcev. Razen  stalnih prebivalcev je v mestu tudi veliko študentov in začasnih prebivalcev, v povprečju (2004-2007) več kot 20.000. Mesto ima površino 179,52 km². Srediče mesta je trg Unirii s cerkvijo sv. Mihaela iz 14. stoletja. Cerkev je posvečena mestnemu zavetniku nadangelu Mihaelu.
Cluj je v devetdesetih letih 20. stoletja doživel desetletje upadanja. Njegov mednarodni ugled je prizadela predvsem politika takratnega župana  Gheorgheja Funarja. Mesto je zdaj eno od najpomembnejših akademskih, kulturnih, industrijskih in poslovnih središč Romunije. V njem je univerza Babeș-Bolyai, ki je največja v državi, botanični vrt, mednarodno pomembne kulturne ustanove in največja romunska poslovna banka.   Leta 2015 je bil Cluj Evropska prestolnica mladih.